# Баклановский (Ростовская область)
Баклановский — исчезнувший хутор в Дубовском районе Ростовской области. Хутор располагался в пойме Дона, при озере Баклановском, между станицами Алдабульской и Баклановской.

## История
Дата основания не установлена. Хутор относился к юрту станицы Гугнинской (с 1875 к Ново-Цимлянской, с 1877 года — Баклановской). В 1859 году в станице имелись 48 дворов, проживали 181 душа мужского и 161 женского пола. К 1873 году в хуторе проживало 195 душ мужского и 224 женского пола.
Согласно Всероссийской переписи населения 1897 года в хуторе проживало 196 душ мужского и 230 женского пола. Согласно алфавитному списку населенных мест Области войска Донского 1912 года в хуторе проживало 310 души мужского и 313 женского пола.
В результате Гражданской войны население хутора сократилось. Согласно Всесоюзной переписи населения 1926 года в хуторе Баклановском Баклановского сельсовета Цымлянского района Сальского округа Северо-Кавказского края проживало 288 человек.

## Население
Динамика численности населения
| 1859 | 1873 | 1897 | 1915 | 1926 |
| ---- | ---- | ---- | ---- | ---- |
| 342  | 419  | 426  | 623  | 288  |